# Mesorregión del Agreste Alagoano
La Mesorregión del Agreste Alagoano está localizada en el área central del estado de Alagoas, por estar entre el Sertón y el bosque atlántico presenta características de las dos regiones.
Se cultiva frijol, tabaco, maní, mandioca, maíz, cajú, algodón y caña de azúcar, todas producidas en la mesorregión; la que más se destaca es el tabaco, centralizado en la ciudad-pólo de Arapiraca.
En esta mesorregión se encuentran minerales como amianto, arcilla, piedra caliza y hierro.

## Microrregiones
- Microrregión de Palmeira dos Índios
- Microrregión de Arapiraca
- Microrregión de Traipu

- Datos: Q734670